# Flagge der Cayman Islands
Die Flagge der Cayman Islands  wurde in der heutigen Form am 25. Januar 1999 eingeführt. Ab 1958 wurde bereits eine ähnliche Version verwendet.

## Beschreibung
Die Flagge der Cayman Islands ist eine abgewandelte Blue Ensign mit dem Wappen der Cayman Islands im Flugteil.
Der Union Jack in der Flagge weist darauf hin, dass die Inseln britisches Überseeterritorium sind.

## Geschichte
Ursprünglich wurde nur der Union Jack auf den Cayman Islands verwendet. Am 3. April 1957 beantragte die Legislative der Cayman Islands die Verleihung eines Wappens durch die britische Königin Elisabeth II. Am 13. Januar entschied sie, dass das Wappen auf einer weißen Scheibe auf einer Blue Ensign für die Inseln verwendet werden sollte. Flagge und Wappen wurden schließlich in dieser Form am 14. Mai 1958 eingeführt, allerdings bis 1993 nicht durch ein eigenes Gesetz. 1998 wurde das Gesetz überarbeitet und 2002 geändert. Ursprünglich war die Verwendung der Flagge nur für den Handel und Gewerbe zugelassen. Am 25. Januar 1999 entfernte das britische Verteidigungsministerium die weiße Scheibe aus der Flagge und vergrößerte das Wappen.

Union Jack
1:2  1958 bis 1999

## Weitere Flaggen der Cayman Islands

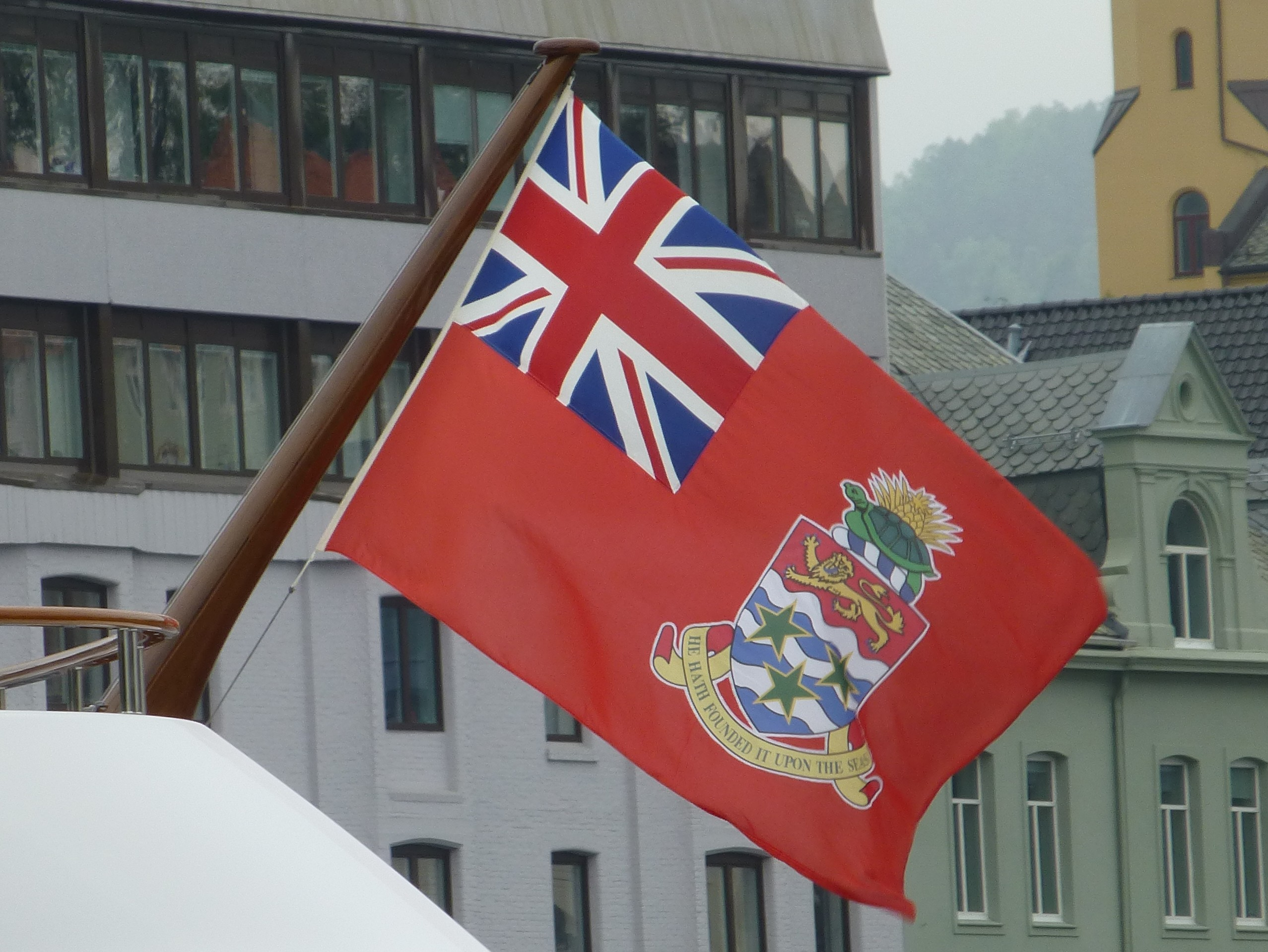
Handelsflagge

Auf der Handelsflagge ist das Wappen auf einer Red Ensign abgebildet, ansonsten entspricht sie aber der gewöhnlichen Flagge. Auch bei der Handelsflagge war das Wappen bis 1999 auf einer weißen Scheibe abgebildet.

Handelsflagge
3:5 Flagge des Gouverneurs der Cayman Islands

## Quelle
- Flags of the World - Cayman Islands (englisch)
- Cayman Island Gouvernment: The National Symbols - Flag